# Hansjörg Hofer (Jurist)
Hansjörg Hofer (* 24. April 1959 in Wien; † 30. September 2022 ebenda) war ein österreichischer Jurist, Beamter und Behindertenanwalt.

## Leben
Aufgrund einer angeborenen Zerebralparese besuchte er eine Volksschule für Kinder mit Behinderungen. In einem Interview erzählte Hofer 2017, ein Arzt habe seinen Eltern gesagt: „Vergessen S’ den Buben, stecken S’ ihn in ein Heim“. Seine Eltern schickten ihn jedoch auf das Gymnasium, später promovierte Hofer 1983 zum Doktor der Rechtswissenschaften. 1985 kam er in das Sozialministerium und war für die berufliche und gesellschaftliche Integration von Menschen mit Behinderung zuständig. Er wurde stellvertretender Leiter der Sektion für Pflegevorsorge, Behinderten-, Versorgungs- und Sozialhilfeangelegenheiten des Ministeriums sowie Leiter der Gruppe für Integration von Menschen mit Behinderung.
2012 wurde er Mitglied des Menschenrechtsbeirates bei der Volksanwaltschaft. Als Nachfolger von Erwin Buchinger wurde Hofer am 5. Mai 2017 zum Anwalt für Gleichbehandlungsfragen für Menschen mit Behinderungen ernannt. Diese Position hatte er bis zu seinem Ableben inne. Im März 2023 folgte ihm Christine Steger als Behindertenanwältin nach. Er war verheiratet und Vater zweier Kinder.

## Publikationen
- Gleichstellung von Menschen mit Behinderung in Österreich. Leicht zu lesen. Leicht zu verstehen. Für alle, die es brauchen, Bundesministerium für Arbeit, Soziales, Gesundheit und Konsumentenschutz, Wien, 2019, ISBN 978-3-85010-553-8.
- Förderung arbeitender Menschen mit Behinderung, in: Gert-Peter Reissner, Andreas Mair (Hg.): Menschen mit Behinderung im Arbeits- und Sozialrecht, Linde, Wien, 2017, S. 105–127, ISBN 978-3-7073-2945-2.
- Behindertengleichstellungsrecht. Kommentar, NWV Neuer Wissenschaftlicher Verlag, 2., aktualisierte und überarbeitete Auflage, Wien/Graz, 2016 (gemeinsam mit Wolfgang Iser, Karin Miller-Fahringer, Max Rubisch, Wolfgang Willi), ISBN 978-3-7083-1081-7.
- Die Einstellung macht's. Tipps und Informationen für Unternehmen zum Behindertengleichstellungspaket, 5., aktualisierte Aufl., Wien, 2015, (gemeinsam mit Pia-Maria Rosner-Scheibengraf).
- Evaluierung des Behindertengleichstellungsrechts. Zwei Studien im Auftrag des BMASK, Bundesministerium für Arbeit, Soziales und Konsumentenschutz, Wien, 2012 (gemeinsam mit Christian Schober), ISBN 978-3-85010-287-2.
- Alltag mit Behinderung. Ein Wegweiser für alle Lebensbereiche, NWV Neuer Wissenschaftlicher Verlag, Wien/Graz, 2006 (Herausgeber), ISBN 3-7083-0345-8.
- Die ärztliche Sachverständigentätigkeit vor den Bundessozialämtern, in: Herbert Emberger (Hg.): Das ärztliche Gutachten, Verlag der Österreichischen Ärztekammer, Wien, 2002, S. 171–178, ISBN 3-901488-20-0.